# Nash-egyensúly
A játékelméletben Nash-egyensúlynak nevezzük a részt vevő játékosok egyéni stratégiáinak olyan stratégiaegyüttesét, amelyre igaz, hogy minden egyes játékos aktuális stratégiája egy parciálisan legjobb választ ad a többi játékos aktuális stratégiájára. Másképpen: amennyiben a többi játékos egyike sem változtat az aktuális stratégiáján, akkor az adott játékosnak sem érdemes változtatnia, mert nem járna jobban a változtatással.

## Névadója
Nevét az őt felfedező John Forbes Nash amerikai matematikusról kapta, aki ezért az eredményéért a magyar származású Harsányi Jánossal és a német Reinhard Seltennel közösen 1994-ben közgazdasági Nobel-emlékdíjat kapott.

## Matematikai definíciója
Egy {\displaystyle n}-szereplős {\displaystyle J}- játékot adottnak tekintünk, ha adottak a {\displaystyle \Sigma _{i}} stratégiahalmazok ({\displaystyle i\in \{1,...,n\}}), valamint az ezeken értelmezett {\displaystyle H_{i}(\sigma _{1},...,\sigma _{i},...,\sigma _{n})} kifizetésfüggvények ({\displaystyle \sigma _{i}\in \Sigma _{i}}).
Ha létezik {\displaystyle (\sigma _{1}^{*},...,\sigma _{n}^{*})} stratégiapont, amely mellett minden {\displaystyle i\in \{1,...,n\}} szereplőre igaz az, hogy
bármely {\displaystyle \sigma _{i}\in \Sigma _{i}} stratégiára, a pontot Nash-egyensúlynak nevezzük.
Egy játéknak lehet Nash-egyensúlya a tiszta stratégiák halmazán, vagy lehet Nash-egyensúlya a kevert stratégiák (azaz amikor bizonyos fix gyakorisággal az egyik, bizonyos fix gyakorisággal pedig egy másik stratégiát játszik a szereplő) halmazán.

## Létezése
Nash bebizonyította, hogy ha a kevert stratégiákat is figyelembe vesszük, akkor minden {\displaystyle n}-szereplős játéknak, amelyben a stratégiák száma véges, létezik Nash-egyensúlya.

## Egyértelműsége
Bár az egyik legismertebb játék, a fogolydilemma csak egyetlen egyensúlyi ponttal rendelkezik, a legtöbb játéknak több Nash-egyensúlyi pontja is van, így az egyensúly általában nem egyértelmű.

## Alkalmazásai
A Nash-egyensúly legfőbb alkalmazási területe a közgazdaságtan, ahol megjelenése számos kérdés tárgyalását forradalmasította. Olyan helyzetek megoldására ad ugyanis eszközt, ahol az egyes gazdasági szereplők döntései befolyásolják mások döntéseit, és ezt tudják is magukról (stratégiai szituációk).
Néhány konkrét alkalmazási terület:
- Árverések
- Iparági formák (duopólium, oligopólium modellek)
- Piaci kudarcok (közjószág, externália)

## Példa
Vegyük például a következő játékot, amelynek angol neve „battle of sexes” (magyarra talán családi vitaként, vagy nemek harcaként fordíthatnánk): Anti és Bea együtt járnak, és szombat esti programjukat tervezik. Anti rockkoncertre szeretne menni, Bea viszont otthon szeretne maradni, hogy tanuljon. Egyikük sem szeretné azonban a másik nélkül tölteni az estét. A játékot az alábbi táblázatban foglalhatjuk össze (a sorokban Anti, az oszlopokban Bea választható stratégiáit tüntettük fel, az első szám Anti, a második szám pedig Bea hasznossága):
|                     | Bea koncertre megy | Bea otthon marad |
| Anti koncertre megy | 3, 2               | 1, 1             |
| Anti otthon marad   | 0, 0               | 2, 3             |

Ez a játék ismét egy szimmetrikus, nem zérus összegű játék. Ha a hasznosságokat alaposan szemügyre vesszük, láthatjuk, hogy egyik játékosnak sincs olyan stratégiája, amely jobb lenne a másiknál függetlenül attól, hogy mit választ a másik játékos. Ezért egyik stratégia sem dominálja a másikat, így domináns egyensúly sincs.
Mit gondolunk, mi lesz a megoldás? Ha Bea tanulni fog, Antinak is érdemesebb otthon maradnia. Ha viszont Anti koncertre megy, Beának is érdemes elmenni a koncertre. Találtunk tehát egy olyan pontot, amely stabil: egyik játékosnak sem érdemes más stratégiát választania, kilépnie az egyensúlyi pontból (vajon van más ilyen pont is?). Az ilyen egyensúlyt nevezzük Nash-egyensúlynak.